# Zinaida Mirovich
Zinaida Mirovich, född 1865, död 1913, var en rysk feminist, författare och översättare. Hon var medgrundare till All-Russian Union for Women's Equality, och medlem i All-Russian League for Women's Equality. 